# 安達時長
安達 時長（あだち ときなが、生没年未詳）は、鎌倉時代前期の鎌倉幕府の御家人。安達盛長の次男。母は丹後内侍。兄に安達景盛。子に安達長泰、盛経、長景。通称は九郎藤次。藤九郎次郎。次郎兵衛。安達氏庶流である大曾禰氏の祖。
『吾妻鏡』の初見は建久元年（1190年）で、初代将軍源頼朝が鷲羽を後白河院に贈る使節を務め、同年の頼朝上洛に供奉している。
所領は建保元年（1213年）の和田合戦で武蔵国長井荘（埼玉県熊谷市）を拝領した。時長の名字大曾禰は大曾禰荘（山形市）に由来しており、同地の明源寺境内には盛長創建と伝える毘沙門天があり、この堂は安達一門が代々住持した毘沙門山真妙寺の堂を移設したと伝える。兄景盛の出家後、その嫡子義景が安達氏の家督を継承して以降、時長の子長泰から大曾禰を名字とした分家が成立した。